# Banco de Crédito
El Banco de Crédito fue una institución bancaria privada de Uruguay.

## Historia
Fundado en 1908, llegó a ser uno de los más importantes bancos del Uruguay, con 29 sucursales y 600 empleados.
En plena dictadura cívico-militar fue adquirido por el grupo Moon.
En el curso de la crisis bancaria de 2002, este banco debió cerrar sus puertas, y se encaró un complejo proceso de liquidación. Sus funcionarios fueron contratados por los bancos estatales BROU, BCU y BSE.
La sede ubicada en la Av. 18 de Julio esquina Javier Barrios Amorín, obra modernista de los arquitectos Juan Antonio Rius y Luis Vaia, actualmente es ocupada por el MIDES.